# 宮城県仙台三桜高等学校
宮城県仙台三桜高等学校（みやぎけん せんだいさんおうこうとうがっこう）は、宮城県仙台市太白区門前町にある県立高等学校。通称は「三桜」（さんおう）あるいは「仙台三桜」（せんだいさんおう）、または女子校時代の校名を取った「三女」（さんじょ）。

## 概要
大正期に「宮城県第三高等女学校」として設立され、学制改革によって「宮城県第三女子高等学校」となった。2010年（平成22年）度より男女共学となり、校名を宮城県仙台三桜高等学校に変更した。新校名における「三」は校訓の自律・聡明・敬愛を示し、「桜」は校地に広く植樹されて地域で親しまれているサクラに因んでいると説明されている。
新校名に取り上げられた同校の桜については
- 森山直太朗のシングル『さくら』のカップリング曲「さくら（合唱）」で同校合唱部がバックコーラスを担当し、同曲が同校で歌い継がれている。
- 伊坂幸太郎原作の映画『重力ピエロ』のロケーション撮影に同校の桜並木が使用された[3]。

などのエピソードがある。

## 沿革
1913年（大正2年）4月、宮城県師範学校女子部が分離・独立して宮城県女子師範学校となり、中島丁の現・宮城県宮城第一高等学校の校地に設置された（北緯38度16分6.8秒 東経140度51分6.7秒 / 北緯38.268556度 東経140.851861度）。当地は江戸時代には仙台藩の中級家臣の武家屋敷が並んでおり、比較的敷地が広い屋敷が多かったが、仙台藩が戊辰戦争に敗戦して減封され、さらに廃藩置県や秩禄処分で家臣たちは困窮したため、四民平等により身分によらない混住が進んだ世相において、当地および周辺の武家屋敷も士族の手から次々離れていき、中島丁では牧場になったり、現・宮城県知事公館の地から尚絅女学校が移転してきたり、隣接する十二軒丁では八幡町小学校（現・仙台市立八幡小学校）が開校したりと、当時の状況では中心部への近さと広い敷地とが必要な産業である畜産業や教育機関の用地への転用が進み、女子師範も当地に移転した。
1918年（大正7年）4月、女子師範の校内にさらに宮城県第二高等女学校（現・宮城県仙台二華高等学校）が設置されたが、1921年（大正10年）には同校の現校地に移転したため、替わって1924年（大正13年）4月に女子師範校内に同校の前身となる「宮城県第三高等女学校」が設置された。
戦後、学制改革により「宮城県第三女子高等学校」となり、一時期男女共学となったが女子校に戻った。一方、校内の宮城県女子師範学校は宮城県師範学校と統合して各々が官立宮城師範学校の女子部と男子部となり、さらに東北大学に包摂された。1950年（昭和25年）4月には旧女子部校地に男子部・女子部の両附属中学校（現・宮城教育大学附属中学校）が統合されて設置された。1953年（昭和28年）7月に同中学校が旧男子部校地（同中学校の現校地）に移転したため、替わって宮城県第一女子高等学校（現・宮城一高）が移転してきた。1957年（昭和32年）に三女は現校地（北緯38度14分4.2秒 東経140度52分36.3秒 / 北緯38.234500度 東経140.876750度）に移転し、旧校地は全て同校の校地となった。
浅野史郎宮城県知事（当時）が率先し、宮城県教育委員会が推進した共学化の提案について、全校集会での共学化賛成・反対の投票では99%が共学化反対の意を表明し、同窓会も反対を表明したが、2010年（平成22年）に男女共学化され、校名を「宮城県仙台三桜高等学校」に改称した。

### 年表
- 1924年（大正13年）4月1日 - 宮城県第三高等女学校設立
- 1946年（昭和21年） - 学制改革により5年制
- 1948年（昭和23年） - 学制改革により宮城県第三女子高等学校となる
- 1950年（昭和25年）4月20日 - 男女共学制を実施。仙台市内初の共学制[7]。
- 1952年（昭和27年）3月20日 - 男女共学制を廃止
- 1953年（昭和28年） - 従来の校舎を宮城県第一女子高等学校と併用
- 1955年（昭和30年） - 新校舎起工
- 1957年（昭和32年） - 現在地に移転、現在の校旗・校歌制定
- 2010年（平成22年） - 再共学化し、校名を「宮城県仙台三桜高等学校」に改称。新入生281名のうち33名が男子。

## 設置学科
- 全日制
  - 普通科

## キャンパス
- 門前町（北緯38度14分4.2秒 東経140度52分36.3秒 / 北緯38.234500度 東経140.876750度）
  - 校舎および校庭がある。
  - 住所の「門前町」とは、江戸時代に大年寺山の茂ヶ崎城址にあった黄檗宗両足山大年寺の門前町ということである。同寺は伊達家代々の墓所を管理し、伊達家の保護を受けて大伽藍を擁していたが、明治の廃仏毀釈で伊達家が仏式を止めたことと、廃藩置県による仙台藩の消滅により後ろ盾を失って荒廃した。門前町は同寺のまさに門前から木流堀にかけてに広がっていた。同校のキャンパスは、かつての門前町の南部にあたる。
  - 崖上の隣接地には東北工業大学長町キャンパスがある。
- 長町（第二グラウンド。北緯38度13分54.1秒 東経140度52分45.6秒）
  - ソフトボール場、テニスコート ほか
  - 隣接地には仙台市立長町小学校などがある。

## アクセス
- 宮城交通・仙台市営バス「三桜高校前」停留所下車、徒歩2分
- 仙台市地下鉄南北線 長町一丁目駅より徒歩15分。
- JR東北本線 長町駅より徒歩20分。

## 部活動
音楽部
音楽部という名称ではあるが合唱専門である。全日本合唱コンクールおよびNHK全国学校音楽コンクールの両大会では例年好成績を修めており、合唱の強豪校として全国的に知られる。その実績を買われて、2003年（平成15年）には、菓匠三全のCMにおいて同校出身の朝海ひかると共演し、森山直太朗のシングル『さくら』ではカップリング曲「さくら（合唱）」でバックコーラスを担当した。2010年（平成22年）には、MONKEY MAJIKのアルバム『MONKEY MAJIK BEST 〜10 Years & Forever〜』において「FOREVER」のバックコーラスを担当し、同年12月11日に仙台サンプラザで行われたMONKEY MAJIKの全国ツアーのファイナルでも同曲のバックコーラスとして出演した。卒業生でつくる「宮城三女高OG合唱団」も海外遠征を含めて活動している。
- 運動系
  - バレーボール、バスケットボール、体操、ソフトテニス、卓球、ハンドボール、ソフトボール、陸上競技、水泳、バドミントン、剣道、ワンダーフォーゲル、弓道
- 文化系
  - 英語、書道、美術、音楽、写真、華道、手芸、演劇、茶道、放送、アニメ漫画研究、クッキング、文芸、ギター、化学、新聞、地学、生物、園芸
- 同好会
  - 映画研究、JRC、フットサル

## 学校行事
文化祭

体育祭
年2回行われるイベント。仮装しての行進は数年前まではあったが今はもう無い。
合唱コンクール
毎年、ホールを借り行っている。その際も、曲目に応じたコスチュームなどで登場する。上位クラスには板チョコが進呈される。

## 独特の風習
同校を含む旧宮城県第一女子高等学校・宮城県第二女子高等学校・宮城県第三女子高等学校特有の風習として、『部名（ぶめい）』がある。これは代々から続くしきたり的な風習で、新入生が部活に所属した際に、先輩から「部活内部用のあだ名＝部名」を命名されるというものである。

## 著名な出身者
- 小池真理子 - 作家
- 我妻佳代 - 元アイドル
- 朝海ひかる - 元宝塚歌劇団雪組トップスター
- 葛岡碧 - ファッションモデル
- 酒井瑛里 - アイドル
- 餅田コシヒカリ - お笑い芸人
- 大竹佑季 - 歌手

## 備考
宮城三女高は戦後の一時期共学化したが、校名変更の許可が下りず、校名に「女子」が入ったまま共学化される異例の事態となった。このとき数名の男子生徒が入学したが、その男子生徒たちは全て他校に転校し、同校を卒業することはなかったため、同校を卒業する男子生徒は、再共学化一期生が卒業した2013年（平成25年）まで現れなかった。